# Улица Мосина
Улица Мо́сина — улица в городе Сестрорецке Курортного района Санкт-Петербурга. Проходит от улицы Воскова до 3-й Поперечной улицы.

## История
Прежде это были две улицы. Участок от улицы Воскова до Водосливного канала назывался Кресто́вской улицей. Топоним известен с конца XIX века и связан, вероятно, с тем, что улица вела к крестам заводской часовни (располагалась в начале Перепадской набережной). Крестовской была и нынешняя набережная Строителей, а сегодня сохранился Крестовский сквер — на юго-западном углу улиц Мосина и Воскова.
15 декабря 1952 года Крестовскую улицу переименовали в улицу Мосина — в честь С. И. Мосина, начальника Сестрорецкого оружейного завода в 1894—1902 годах, создателя русской винтовки образца 1891 года.
Участок от Водосливного канала до 3-й Поперечной улицы с XVIII века был Петербу́ргской дорогой, поскольку до прокладки Приморского шоссе она служила началом дороги в Петербург. С 1900 года дорога стал Петербургской улицей, с 1914 года — Петроградской улицей, с 1924 года — Большой Ленинградской (существуют также Малая Ленинградская и Средняя Ленинградская улицы). Изменения названий были связаны с переименованиями Петербурга.
14 апреля 1975 года Большая Ленинградская улица была присоединена к улице Мосина.

## Застройка
- № 1 — жилой дом (1969[2])
- № 3 — жилой дом (1969[2])
- № 4 — баня (1898[3])
- № 5 — жилой дом (1970[2])
- № 6 — жилой дом (1960[2])
- № 7 — нежилое здание (1959[2])
- № 8 — бизнес-центр (2013). Построен на месте деревянного жилой дома 1870 года постройки[2].
- № 63 — школа № 434. Состоит из двух дореволюционных зданий — кирпичного и деревянного. Двухэтажный деревянный дом был построен в 1905 году. В 1908 году рядом с деревянной школой возвели каменное двухэтажное здание училища. Современный облик училище приобрело в 1938 году, когда были надстроены два верхних этажа. До начала 2012 года в деревянной постройке проходили уроки труда, на втором этаже находился музей. Затем, после переезда отсюда 434-й школы, комплекс забросили, тут стали происходить пожары[4]. Осенью 2014 года деревянное здание было снесено, чтобы взамен построить трехэтажный бетонно-кирпичный корпус с новыми классами, двумя бассейнами, актовым залом и школьным музеем. Прокуратура посчитала проект незаконным, поскольку необходимо было воссоздать деревянное здание[5].

- Баня 1898 года постройки
- Дом № 63 — школа
- Причал неподалеку от перекрестка с улицей Воскова

## Перекрёстки
- улица Воскова
- Разливной переулок
- набережная Строителей
- Перепадская набережная
- Средняя Ленинградская улица
- Приморское шоссе
- Магазинная улица
- Петровская набережная
- Разливная набережная
- 1-я Поперечная улица
- 2-я Поперечная улица